# IGA Tennis Classic 1998
IGA Tennis Classic 1998 — жіночий тенісний турнір, що проходив на закритих кортах із твердим покриттям The Greens Country Club в Оклахома-Сіті (США). Належав до турнірів 3-ї категорії в рамках Туру WTA 1998. Це був 13-й турнір і тривав з 23 лютого до 1 березня 1998 року.

## Фінальна частина

### Одиночний розряд
Вінус Вільямс —  Йоаннетта Крюгер 6–3, 6–2
- Для Вільямс це був 1-й титул за кар'єру.

### Парний розряд
Серена Вільямс /  Вінус Вільямс —  Кетеліна Крістя /  Крістін Кунс 7–5, 6–2
- Для Серени Вільямс це був 1-й титул за рік і 1-й — за кар'єру. Для Вінус Вільямс це був 2-й титул за сезон і 2-й — за кар'єру.